# Nun (figura bíblica)
Nun  /ˈnʊn/ (נוּן, 'Perpetuidad'), en la Biblia hebrea, era un hombre de la Tribu de Efraín, nieto de Ammihud, hijo de Elishama, y padre de Josué (7:26-27).

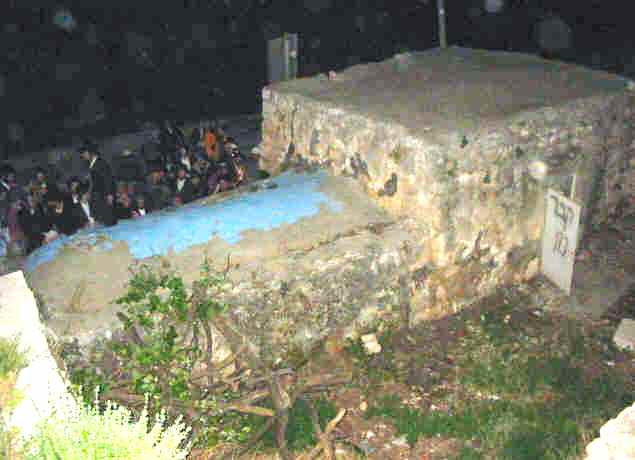
La tumba de Nun, Kifl Haris, tradicionalmente identificada con Timnat Serah

## Contexto bíblico
Nun creció y pudo haber vivido toda su vida en el Cautiverio egipcio de los israelitas , donde los egipcios «les amargaron la vida con duros trabajos de argamasa y ladrillos y con toda clase de tareas en el campo» (1:14). En aramaico, «nun» significa «pez». Así cuenta el Midrash: «[E]l hijo de aquel cuyo nombre era como el nombre de un pez los conduciría [a los israelitas] a la tierra» (Génesis Rabba 97:3).

## Tumba tradicional

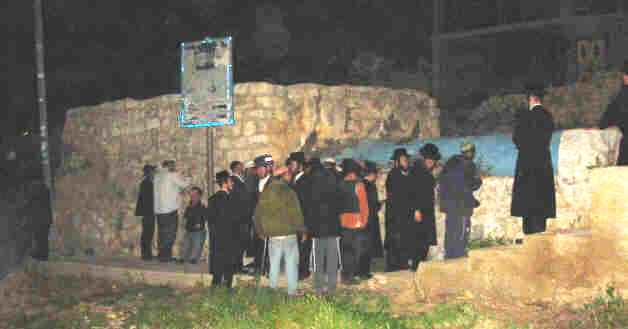
Tumba de Nun

Una tradición judía sitúa la tumba de Nun cerca de la de su hijo Josué que, según 24:30, está enterrado en Timnat Serah mientras que en Judges 2:9 se menciona como Timnath-heres. La aldea de Kifl Hares, también llamada Palestina, situada al noroeste de Ariel en Samaria (norte de Cisjordania), alberga ambas tumbas.